# 妮可·艾瑞·派克
妮可·艾瑞·派克-高祖（英語：Nicole Ari Parker-Kodjoe，1982年1月7日—）或簡稱妮可·艾瑞·派克（英語：Nicole Ari Parker），是一名美國女演員。
她最知名的是在1997年電影《不羈夜》中飾演貝姬·巴努特，以及於2000年至2004年間在Showtime電視劇《靈魂食物》中飾演泰芮·喬瑟夫。其他著名作品如電影《丹佐華盛頓之衝鋒陷陣》（2000年）、《綁架計中計》（2005年）、《黑色決殺令》（2009年）與《麥耶斯家的聖誕節》（2016年）。

## 早期生活
妮可·艾瑞·派克出生於巴爾的摩。她是衛生保健專業人士蘇珊·派克（Susan Parker）與牙醫唐納·派克（Donald Parker）的獨生女，但後來父母離了異。讀完蒙特梭利學校後，她進入羅蘭公園鄉村學校。17歲時，派克在華盛頓芭蕾舞團中贏得了最佳女主角，之後她前往就讀紐約大學的蒂施藝術學院。她於1993年畢業後開始進入演藝界。

## 外部連結
- Nicole Ari Parker在互联网电影资料库（IMDb）上的資料（英文）
- Nicole Ari Parker（页面存档备份，存于） on Twitter